# Кхмерське оновлення
Кхмерське оновлення (кхмер. គណបក្ស កំណែទម្រង់ខ្មែរ) — правоцентристська політична партія в Камбоджі, що існувала від 1947 до 1955 року.
Партія дотримувалась монархічної, націоналістичної й антикомуністичної ідеології.

## Історія
Партію було засновано у вересні 1947 року, 1955 увійшла до складу політичного руху Сангкум, утвореного того ж року принцом Нородомом Сінауком. У подальшому ключові керівники партії — генерал Лон Нол і принц Сісават Сірік Матак 1970 року здійснили державний переворот, поваливши Нородома Сіанука.